# آزاد ممدوف
آزاد ممدوف (ترکی آذربایجانی: Azad Məmmədov; ۱۲ دسامبر ۱۹۶۴ – ) بازیگر اهل کشور جمهوری آذربایجان است.